# Sirhind-Fatehgarh Sahib
Sirhind-Fatehgarh Sahib (Panjabi ਸਰਹਿੰਦ-ਫ਼ਤਿਹਗੜ੍ਹ) ist eine Stadt im indischen Bundesstaat Punjab.

## Geografie
Die Stadt liegt zwischen Ludhiana und Ambala an der nationalen Fernstraße NH 1. 30 km südlich befindet sich die Stadt Patiala, 40 km östlich Chandigarh. Sirhind-Fatehgarh Sahib liegt an der Bahnstrecke Ludhiana–Ambala.
Die Stadt Sirhind-Fatehgarh Sahib besitzt den Status eines Municipal Councils. Sie ist Verwaltungszentrum des Distrikts Fatehgarh Sahib.
Beim Zensus 2011 betrug die Einwohnerzahl von Sirhind-Fatehgarh Sahib 58.097. 10 Jahre zuvor waren es noch 49.825.

## Geschichte
Sirhind-Fatehgarh Sahib entstand am 8. April 1998, als die beiden benachbarten Städten Sirhind und Fatehgarh Sahib zusammengelegt wurden. Letztere war damals noch ein Nagar Panchayat und seit Bestehens des Distrikts (seit dem 13. April 1992) Sitz von dessen Verwaltung.
Am 29. Januar 1950 ereignete sich in Sirhind ein schwerer Eisenbahnunfall als ein Schnellzug und ein Güterzug zusammenstießen. 63 Menschen starben, etwa die Hälfte waren indische Soldaten.